# Festival de Cinema de Lima
O Festival de Lima, também conhecido como "Encontro Latino-americano de Cine de Lima", é um festival de cinema convocado anualmente pela Pontifícia Universidade Católica do Peru (PUCP). Seu nome inicial foi "Festival ELCINE". Desde a edição de 2007 tem como nome oficial Festival de Lima, Encontro Latino-americano de Cinema.

## O festival
A primeira edição se levou a cabo em 1996 no Centro Cultural da PUCP, no San Isidro, em Lima, o qual continua sendo a sede principal do festival. O nome original foi "Festival ELCINE", e foi concebido como um "Encontro Latino-americano de Cinema". Com o correr dos anos e o crescimento do festival, a sua tradicional sede do Centro Cultural da PUCP se somaram as salas da cadeia Cineplanet, assim como diversos auditórios e centros culturais de Lima.
O festival se apresenta na primeira quinzena de agosto de cada ano. É o principal evento cinematográfico do Peru e um dos acontecimentos mais importantes no calendário cultural limenho. Em poucos anos, tem logrado localizar-se entre os festivais mais importantes da América Latina e é um evento de referencia para o cinema da região. Tem permitido impulsionar e dar a conhecer o trabalho de vários diretores peruanos, como Claudia Llosa e Josué Méndez, além de difundir o cinema latino-americano no Peru, geralmente pouco exibido neste país por falta de distribuição.
Junto aos filmes em competência, se exibem amplas mostras paralelas com filmes de todas as partes do mundo, assim como ciclos de homenagens a diversos personagens da indústria cinematográfica.
Os dias do festival oferecem também uma intensa atividade cultural que inclui classes magistrais, conferências, apresentações de livros, exposições de arte, etc.

## Competência e prêmios
A competência oficial compreende as seguintes secciones: Ficção e Documental. A convocatória está dirigida a todo o âmbito latino-americano.
O premio outorgado pelo festival é denominado "Troféu Spondylus", que consiste na estatua estilizada de um Spondylus, molusco marino amplamente utilizado na arte pré-colombiana do Peru. Este prêmio se entrega nas diversas categorias do festival.